# Cyathea vieillardii
Cyathea vieillardii är en ormbunkeart som beskrevs av Georg Heinrich Mettenius. Cyathea vieillardii ingår i släktet Cyathea och familjen Cyatheaceae. Inga underarter finns listade.